# Arrow Rock (Missouri)

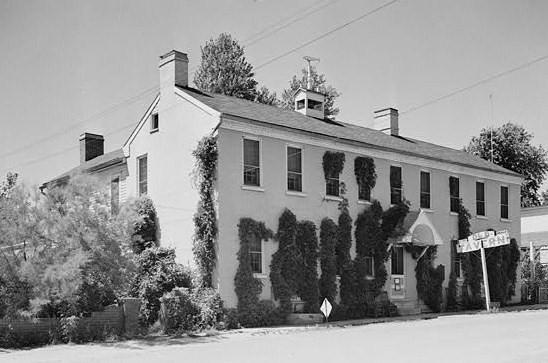
Old Tavern Josepha Houstona w Arrow Rock

Arrow Rock – wioska w hrabstwie Saline w stanie Missouri, w Stanach Zjednoczonych. Zaludnienie wynosiło 79 osób według spisu ludności z 2000 roku. Musical "Tom Sawyer" (1973), oparty na powieści Marka Twaina, był filmowany w tym miejscu. "Arrow Rock Historic District" uważany jest za Narodowy Pomnik Historii.

## Dane demograficzne
Według spisu ludności z roku 2000 wioskę zamieszkiwało 79 osób, w 39 gospodarstwach domowych i 24 rodzinach.
Średni wiek mieszkańców wynosił 57 lat. 13,9% ogółu mieszkańców była poniżej 18 roku życia, 3,8% w wieku 18-24, 11,4% w wieku 25-44, 35,4% w wieku 45-64 i 35,4% w wieku lat 65 lub starszych. Na 100% kobiet przypadało 97,5% mężczyzn.
Średni dochód na głowę mieszkańca wynosił 28, 344 USD.

## Historia
W roku 1804 Lewis i Clark przechodzili przez miejsce, gdzie później założono Arrow Rock i odnotowali istnienie salin nad rzeką Missouri.  Osada powstała w roku 1829, gdy wędrujący na zachód wzdłuż Santa Fe Trail osadnicy i handlarze zaczęli napływać w te strony.  Początkową nazwę Philadelphia zmieniono w roku 1833 na Arrow Rock.  Nazwa pochodzi od Indian, którzy tu wydobywali krzemień potrzebny do produkcji grotów strzał.    Joseph Houston z Wirginii wzniósł w osadzie w roku 1834 pierwszy piętrowy budynek znany jako Old Tavern.  Old Tavern była wiejskim sklepikiem, barem, a jednocześnie hotelem.  “W roku 1860 Arrow Rock stało się najważniejszym portem rzecznym w hrabstwie Saline, z liczbą ludności ponad 1000 osób,  czego niemal połowę stanowili Afroamerykanie” (The Village of Arrow Rock Journal 2007). Z tamtych czasów pozostały Old Tavern, kamienne rynsztoki przy Main Street i kilka budynków, jak np. J.P. Sites Gun Shop, datowany na połowę lat 1830.  i odrestaurowany w  czterdzieści lat później, Log Cabin,  Miler House, Brown Lodge, kościół, Lawless House, Kaplica Browna i stary urząd pocztowy.